# 長坂猪之助
長坂 猪之助（ながさか いのすけ、1764年（明和元年）-1845年（天保16年））は、江戸時代の庄内藩士で、囲碁の強豪。戦国時代に血槍九郎と呼ばれた長坂信政の末裔で、庄内藩酒井家に槍術指南六百石として仕えた。囲碁は七世安井仙角仙知門下、六段恪で、本因坊丈和との二十一番碁が有名。
寛政5年（1793年）に参勤交代で江戸に登り、安井仙知に入門。仙知の命で当時19歳四段の中野知得（安井知得仙知）に先で十五番を翌年までかけて打ち、4勝11敗。これにより仙知から二段を許される。
文化4年（1807年）に本因坊元丈門下の葛野松之助（本因坊丈和）は鶴岡に猪之助を訪ね、松之助先で対局、約1年間で計二十一番を打つ。12局目まで松之助8勝4敗で先相先に打ち込み、残り9局は松之助5勝4敗。
文政5年（1822年）に丈和が信濃国で初段時の関山虎之助（関山仙太夫）を訪れた際に猪之助との対局を勧め、虎之助は翌文政6年に鶴岡を訪ねて対局を求める。この時猪之助は二段ながらも師の仙知より四段と書き残されているとして、虎之助の先二の手合割で打ち、虎之助は二子、先を連勝した。
猪之助はその後六段を受けたという説もある。